# Tiger (criptografía)
En criptografía, Tiger es una función de hash diseñada por Ross Anderson y Eli Biham en 1996, en previsión de eficiencia para plataformas de 64 bits. El tamaño de la función es de 192 bits, aunque hay versiones de 128 y 160 bits de la misma, llamadas Tiger/128 y Tiger/160, que devuelven versiones truncadas de la versión Tiger/192.
Se usa frecuentemente en árboles de hash, llamados a veces árboles de hash de Merkle, denominándose entonces TTH (Tiger Tree Hash). TTH es usado por redes P2P, como Direct Connect y Gnutella.
Tiger tenía la posibilidad de ser incluido en el estándar OpenPGP, aunque ha sido abandonado en favor de RIPEMD-160.
Tiger está diseñado usando el paradigma Merkle-Damgård. La función de compresión usa una combinación de operaciones mezcladas con XOR y adición/substración, rotaciones y búsqueda en la S-Box.
Se está desarrollando una versión de Tiger, llamada Tiger2.

## Hashes Tiger
Los 192 bits (24 bytes) de Tiger son a menudo representados como 48 dígitos hexadecimales. Los siguientes ejemplos muestran entradas ASCII y sus correspondientes hash Tiger:
- Tiger ("The quick brown fox jumps over the lazy dog") = 6d12a41e72e644f017b6f0e2f7b44c6285f06dd5d2c5b075
- Tiger2 ("The quick brown fox jumps over the lazy dog") = 976abff8062a2e9dcea3a1ace966ed9c19cb85558b4976d8

Incluso un pequeño cambio en el mensaje resultará (con una probabilidad abrumadora) en un hash completamente distinto, por ejemplo, cambiando d por c:
- Tiger ("The quick brown fox jumps over the lazy cog") = a8f04b0f7201a0d728101c9d26525b31764a3493fcd8458f
- Tiger2 ("The quick brown fox jumps over the lazy cog") = 09c11330283a27efb51930aa7dc1ec624ff738a8d9bdd3df

La cadena vacía arroja el siguiente hash:
- Tiger ("") = 3293ac630c13f0245f92bbb1766e16167a4e58492dde73f3
- Tiger2 ("") = 4441be75f6018773c206c22745374b924aa8313fef919f41